# Article 20 de la Constitution de la Cinquième République française
Article 19 Article 21
L'article 20 de la Constitution de la Cinquième République française fait partie du titre III de la Constitution française du 4 octobre 1958 intitulé « Le Gouvernement » (articles 20 à 23). Celui-ci traite de la fonction et des attributions constitutionnelles du Gouvernement.

## Texte
« Le Gouvernement détermine et conduit la politique de la Nation.

Il dispose de l'administration et de la force armée.

Il est responsable devant le Parlement dans les conditions et suivant les procédures prévues aux articles 49 et 50. »
— Article 20 de la Constitution

## Contenu

### Détermination et conduite de la politique de la Nation
Si l'article donne textuellement le pouvoir de déterminer la politique de la Nation au gouvernement, c'est le président qui détermine les grandes orientations de la politique gouvernementale.
En période de cohabitation, toutefois, c'est réellement le gouvernement, dont le Premier ministre, qui déterminent et conduisent la politique de la Nation, conformément à la lettre de cet article.

### Corps collectif
L'article 20 fait du gouvernement un corps collectif. Un seul ministre ne peut être renversé par l'Assemblée nationale.

### Responsabilité des forces armées
L'alinéa deux, notamment le fait pour le Gouvernement de disposer de la force armée, doit être combiné avec l'article 15 de la Constitution qui fait du président de la République le chef des armées. Du fait de la prédominance présidentielle (sauf lors des cohabitations), le Gouvernement est cantonné à un rôle d'exécution des décisions présidentielles en matière de défense.

## Jurisprudences
Le Conseil constitutionnel a précisé le troisième alinéa de l'article 20 en indiquant dans sa décision 82-142 DC du 27 juillet 1982 que le Parlement ne peut pas, même sous forme de loi, adresser d'injonction au gouvernement. 
Il ne peut pas non plus, même par une loi, retirer un pouvoir au gouvernement pour le confier à un autre organisme. Ce principe a été rappelé par la décision 93-324 DC du 3 août 1993 au sujet d'une loi qui visait confier à la Banque de France le droit de « définir la politique monétaire ». Le Conseil avait alors rappelé dans son septième considérant que seul le gouvernement peut définir la politique de la Nation, au sens large du terme.

## Débats et critiques
L'article 20 est parfois critiqué sur la base de ce qu'il prétend que le gouvernement décide de la politique de l’État, là où l'élection au suffrage universel direct a en réalité donné un rôle prépondérant au président de la République.
Questionné à ce sujet par Jacques Chaban-Delmas, qui souhaitait transformer l'article en « le président de la République détermine la politique de la Nation que met en œuvre le gouvernement »,  Charles de Gaulle avait répondu : « Vous avez la logique pour vous, mais l'avenir n'appartient à personne. On ne sait pas ce qui peut se produire ; il ne faut rien figer ; laissons les choses en l'état ».